# John Swinney
John Ramsey Swinney, en gaèlic escocès Iain MacShuibhne (nascut el 13 d'abril del 1964 a Edimburg) és un polític escocès.

## Biografia
La seva militància al Partit Nacional Escocès (SNP) s'inicià el 1979, quan tenia 15 anys, i d'ençà va ostentar diferents càrrecs dins el partit tant a nivell local com a nivell nacional.
L'any 2000, Swinney fou escollit líder de l'SNP, esdevenint així líder de l'oposició al Parlament Escocès. El 2004 va deixar el lideratge del partit i va ocupar altres responsabilitats dins el mateix parlament que el vincularen a afers europeus.
El 2007 va obtenir el major suport mai aconseguit per un candidat a Escòcia fins aleshores i fou nomenat Secretari del Gabinet d'Hisenda, Ocupació i Creixement Sostenible en el govern d'Alex Salmond. A les eleccions del maig de 2011 va ser reelegit amb 18.219 vots i una majoria de 10.353, seguint com a secretari d'hisenda. Només el líder de l'SNP i candidat a la presidència Alex Salmond va obtenir uns millors resultats.
El novembre de 2014 fou nomenat viceprimer ministre d'Escòcia i Secretari del Gabinet d'Hisenda, Constitució i Economia en el Primer govern de Nicola Sturgeon, del 21 de novembre de 2014 fins al 18 de maig de 2016, quan en el segon gabinet de Sturgeon fou nomenat Secretari de Gabinet d'Educació i Competències fins al 18 maig 2021, quan va fou nomenat Secretari de Gabinet de Recuperació Covid en el tercer govern de Sturgeon, càrrec que tingué fins al 28 març 2023
El 15 de febrer del 2023, atesa la dimissió de Nicola Sturgeon com a primera ministra d'Escòcia, va passar a ser considerat un possible succeïdor del càrrec, juntament amb Màiri McAllan, Angus Robertson, Kate Forbes, Humza Yousaf, Neil Gray i Keith Brown.

### Primer ministre d'Escòcia
Després de la dimissió de Humza Yousaf i el trencament de la coalició de govern del Partit Nacional Escocès (SNP) amb el Partit Verd Escocès, fou nomenat líder del partit, en ser l'únic candidat que es postulà, i primer ministre d'un govern en minoria en 8 de maig de 2024.